# Музей гомосексуальності
Музей гомосексуальності (нім. Schwules Museum, в перекладі «гей-музей») — берлінський музей, який займається науковими дослідженнями питань, пов'язаних з гомосексуальністю, і присвячений історії гомосексуальності і ЛГБТ-руху в Німеччині. Серед експонатів музею — фотографії, документи і картини.
За словами директора музею Карла-Хайнца Штайнле, музей є історичним музеєм і не належить до музеїв еротики, як, можливо, багато хто думає.

## Історія музею
У 1984 році в Берліні була проведена перша тематична виставка під назвою «Ельдорадо — історія, культура і побут гомосексуальних чоловіків і жінок в Берліні 1850—1950». Виставка мала великий успіх, її відвідало понад 45 тисяч осіб, тому було вирішено продовжити збір та демонстрацію тематичних матеріалів вже у власному музеї. Метою створення музею був показ широкому загалу життя чоловіків-гомосексуалів. Таким чином, творці музею хотіли зламати різні однобокі негативні психологічні кліше і показати багатогранність життя гомосексуалів, тим самим допомогти людям бути більш толерантними по відношенню до них.
Гей-Музей був відкритий в 1985 році зусиллями активістів, якими було утворено товариство «Союз друзів Гей-Музею в Берліні» (нім. Verein der Freunde eines Schwulen Museums in Berlin e.V.). Перші експозиції музею в 1985-1989 роки проходили в будівлі берлінської ЛГБТ-організації AHA-Berlin. У 1989 році музей переїхав в будівлю на проспекті Мерінгдамм 61.
У 2009 році музей прийняв свого 13-тисячного відвідувача. До 60 % гостей музею складають туристи. З нагоди ювілею Сенат Берліна вирішив виділити музею по 250 тисяч євро в 2010 і 2011 роках. На початку 2011 року Федеральний президент Німеччини Крістіан Вульфф нагородив двох засновників музею Андреаса Штернвайлера і Вольфганга Тайси «Кавалерським хрестом за заслуги».
У травні 2013 року музей переїхав в нове просторе приміщення в районі Тіргартен. Оновлений музей перетворився на дослідний центр, де крім виставкових залів також є великий архів і бібліотека, доступні для всіх бажаючих.

## Виставки
Сьогодні Музей гомосексуальності є єдиною в своєму роді організацією, яка детально вивчає всі аспекти життя гомосексуалів: історію, культуру і мистецтво, а також повсякденне життя. На даний момент в музеї діють 127 експозицій.
З грудня 2004 року в музеї діє постійна експозиція «200 років гомосексуальної історії», що охоплює історію Німеччини з 1790 по 1990 роки і пов'язану з розвитком відносини німецької держави і суспільства до гомосексуалів. Особливе місце в експозиції займає тема переслідування і знищення геїв і лесбійок за часів Третього рейху.
Крім того, щороку діють різні змінючі один одного виставки. В останні роки музей виходить за рамки початкової концепції і містить також і матеріали, присвячені лесбійству і трансгендерності.
Два рази на рік Музей гомосексуальності поряд з іншими музеями Берліна бере участь в знаменитій берлінській Довгій ночі музеїв.
З липня по жовтень 2010 року в музеї проходила виставка робіт Ральфа Кеніга. З грудня 2010 року по березень 2011 року — виставка робіт Жана Жене. До березня 2012 року в музеї проходить виставка, присвячена Магнусу Гіршфельду.
З 2015 року в музеї проходить найбільша за всю його історію виставка «Homosexualität_en», підготовлена спільно з Німецьким історичним музеєм.